# Pierre Lhomme
Pour les articles homonymes, voir Lhomme.
Pierre Lhomme est un directeur de la photographie français, né le 5 avril 1930 à Boulogne-Billancourt, et mort le 4 juillet 2019  à Arles.

## Biographie
Après que son père l'a envoyé terminer ses études aux États-Unis, et qu’il hésite à se lancer dans une carrière de musicien dans les caves de Saint-Germain-des-Prés, Pierre Lhomme choisit de suivre les cours de l'École nationale supérieure Louis-Lumière (promotion 1953 de la section Cinéma). Il débute en 1955 comme assistant opérateur.
Considéré alors comme proche de la Nouvelle Vague, son travail de directeur de la photographie effectué auprès d'Alain Cavalier pour Le Combat dans l'île est remarqué.
À partir de 1980, il collabore à plusieurs reprises avec James Ivory.
Pierre Lhomme meurt le 4 juillet 2019 à Arles, à l’âge de 89 ans.

### Décorations
- Officier des Arts et des Lettres
- Chevalier de la Légion d'honneur

## Filmographie

### Réalisateur
- 1955 : Paris, mon copain (court métrage)
- 1963 : Le Joli Mai, coréalisé avec Chris Marker

### Directeur de la photographie
- 1958 : Un Américain d'Alain Cavalier (court métrage)
- 1958 : La Bigorne, caporal de France de Robert Darène
- 1958 : Les Naufrageurs de Charles Brabant, avec Ghislain Cloquet
- 1959 : Le Signe du Lion d'Éric Rohmer (cadreur)
- 1961 : Saint-Tropez Blues de Marcel Moussy
- 1962 : Le Combat dans l'île d'Alain Cavalier
- 1963 : Le Joli Mai de Chris Marker et Pierre Lhomme
- 1964 : Les Métamorphoses du paysage d'Éric Rohmer (court métrage documentaire)
- 1965 : Pour le Mistral de Joris Ivens (court métrage)
- 1966 : La Vie de château de Jean-Paul Rappeneau
- 1966 : Le Roi de cœur de Philippe de Broca
- 1966 : La Surface perdue (court métrage) Dolorès Grassian
- 1967 : Le Plus Vieux Métier du monde, sketches de Philippe de Broca et Jean-Luc Godard
- 1967 : Mise à sac d'Alain Cavalier
- 1967 : Un homme de trop de Costa-Gavras (quelques scènes, non crédité)
- 1968 : À bientôt, j'espère de Chris Marker
- 1968 : Coplan sauve sa peau d'Yves Boisset
- 1968 : La Chamade d'Alain Cavalier
- 1969 : Mariage collectif de Sven Holm et Sven Olsen
- 1969 : Festival panafricain d'Alger 1969 de William Klein
- 1969 : Mister Freedom de William Klein
- 1969 : L'Armée des ombres de Jean-Pierre Melville
- 1969 : La Coqueluche de Christian-Paul Arrighi
- 1970 : Le Dernier Homme de Charles Bitsch
- 1971 : Quatre Nuits d'un rêveur de Robert Bresson
- 1971 : Quelqu'un derrière la porte de Nicolas Gessner
- 1972 : La Vieille Fille de Jean-Pierre Blanc
- 1972 : Sex-shop de Claude Berri
- 1973 : M comme Mathieu de Jean-François Adam
- 1973 : La Maman et la Putain de Jean Eustache
- 1973 : Je sais rien, mais je dirai tout de Pierre Richard
- 1974 : Sweet Movie de Dušan Makavejev
- 1974 : La Solitude du chanteur de fond de Chris Marker
- 1975 : La Chair de l'orchidée de Patrice Chéreau
- 1975 : Le Grand Délire de Dennis Berry
- 1975 : Le Sauvage de Jean-Paul Rappeneau
- 1976 : L'Ombre des châteaux de Daniel Duval
- 1977 : Dites-lui que je l'aime de Claude Miller
- 1977 : Les Enfants du placard de Benoît Jacquot
- 1977 : Une sale histoire de Jean Eustache
- 1978 : Les Mains négatives de Marguerite Duras
- 1978 : L'État sauvage de Francis Girod
- 1978 : Judith Therpauve de Patrice Chéreau
- 1979 : Aurélia Steiner de Marguerite Duras
- 1979 : Le Navire Night de Marguerite Duras
- 1979 : Retour à la bien-aimée de Jean-François Adam
- 1981 : La Fille prodigue de Jacques Doillon
- 1981 : Quartet de James Ivory
- 1982 : Tout feu, tout flamme de Jean-Paul Rappeneau
- 1983 : Mortelle Randonnée de Claude Miller
- 1983 : Le Grand Carnaval d'Alexandre Arcady
- 1984 : L'Amour en héritage (Mistral's Daughter) (mini série tv) de Kevin Connor et Douglas Hickox
- 1985 : 44 ou les Récits de la nuit de Moumen Smihi
- 1985 : Urgence de Gilles Béhat
- 1986 : Champagne amer de Ridha Béhi
- 1986 : Les Paumées (My Little Girl) de Connie Kaiserman
- 1987 : La Face cachée de la Lune d'Yvon Marciano (court métrage)
- 1987 : Maurice de James Ivory
- 1987 : Charlie Dingo de Gilles Béhat
- 1988 : Camille Claudel de Bruno Nuytten
- 1989 : Baptême de René Féret
- 1990 : Cyrano de Bergerac de Jean-Paul Rappeneau
- 1991 : The Voyager (Homo Faber) de Volker Schlöndorff
- 1992 : Promenades d'été de René Féret
- 1993 : Toxic Affair de Philomène Esposito
- 1994 : Dieu que les femmes sont amoureuses de Magali Clément
- 1995 : Jefferson à Paris (Jefferson in Paris) de James Ivory
- 1996 : Mon homme de Bertrand Blier
- 1996 : Anna Oz d'Éric Rochant
- 1997 : Les Palmes de monsieur Schutz de Claude Pinoteau
- 1998 : Voleur de vie d'Yves Angelo
- 1999 : Cotton Mary d'Ismail Merchant
- 2003 : Le Divorce de James Ivory

## Distinctions
- Césars 1976 : nomination au César de la meilleure photographie pour La Chair de l'orchidée de Patrice Chéreau et pour Le Sauvage de Jean-Paul Rappeneau
- Césars 1989 : César de la meilleure photographie pour Camille Claudel
- Festival de Cannes 1990 : Grand Prix de la Commission supérieure technique pour la photo de Cyrano de Bergerac
- Césars 1991 : César de la meilleure photographie pour Cyrano de Bergerac
- 2005 : Prix Premio Gianni de Venanzo
- 2008 : Prix Camérimage pour l’ensemble de son œuvre[4]